# Boa Vista da Aparecida
Boa Vista da Aparecida – miasto i gmina w Brazylii, w stanie Parana. Znajduje się w mezoregionie Oeste Paranaense i mikroregionie Cascavel.